# Gmina Žetale
Žetale – gmina we wschodniej Słowenii. W 2010 roku liczyła 1300 mieszkańców.

## Miejscowości
Miejscowości wchodzące w skład gminy Žetale:
- Čermožiše
- Dobrina
- Kočice
- Nadole
- Žetale – siedziba gminy